# リスボン (メイン州)
リスボン（英: Lisbon）は、アメリカ合衆国メイン州のアンドロスコッギン郡にある町。人口は9,711人（2020年）。リスボンは、ルイストン・オーバーン都市圏に属する。リスボンの町内にはリスボンフォールズのビレッジが入っている。

## 歴史
リスボンの地域は当初、ケネベック買収地の中にあるタウンシップ、ボーディンの一部だった。しかし、タウンミーティングへの出席のために旅するのが困難だったので、1799年6月22日、マサチューセッツ州議会がボーディンを2つに分けて、トンプソンボロの町を創設した。しかし、住人は間もなくその長い名前に不満を抱くようになった。その結果、1802年にポルトガルのリスボンにちなんで、リスボンと改名された。1808年、リトル川プランテーション（ペジェプスコット買収地の一部）の残りを、リスボンフォールズとして併合した。1840年、リスボンの一部がウェブスター（現サバタス）として分離した。
地域の土壌は肥沃で容易に開墾できたので、初期の産業は農業になった。水流の水力を活用して製材所と製粉所が建設された。より大きなレンガ工場が続き、さらに繊維工場も造られた。1864年、毛織物を生産するためにウォランボ・ミルが設立された。この工場は1987年に焼けるまで町の主要な雇用主だった。今日、この小さな工場町は、バス鉄工所やL・L・ビーンのような会社のベッドタウンとなり、次第にポートランド地域で働く人が増えている。
2023年10月25日、ルイストン市内で銃乱射事件（ルイストン銃乱射事件 (2023年)）が発生。容疑者が自動車で逃亡したため、当局からリスボン市内の住民に対して外出を控えるよう指示が出された。2日後、リスボン郊外の森から容疑者の遺体が見つかり、当局は容疑者が自殺したものと判断。事件は終結した。

## 地理
アメリカ合衆国国勢調査局に拠れば、町域全面積は23.82平方マイル (61.69 km2)であり、このうち陸地22.82平方マイル (59.10 km2)、水域は1.00平方マイル (2.59 km2)で水域率は4.20%である。リスボンの町内をサバタス川、リトル川、アンドロスコギン川が流れている。

## 人口動態

### 2010年国勢調査
以下は2010年の国勢調査による人口統計データである。
| 基礎データ - 人口: 9,009 人 - 世帯数: 3,696 世帯 - 家族数: 2,477 家族 - 人口密度: 152.4人/km2（394.8 人/mi2） - 住居数: 3,948 軒 - 住居密度: 66.8軒/km2（173.0 軒/mi2） 人種別人口構成 - 白人: 96.2% - アフリカン・アメリカン: 0.6% - ネイティブ・アメリカン: 0.5% - アジア人: 0.5% - その他の人種: 0.3% - 混血: 1.9% - ヒスパニック・ラテン系: 1.0% | 年齢別人口構成 - 18歳未満: 23.5% - 18-24歳: 8.3% - 25-44歳: 26.7% - 45-64歳: 28.8% - 65歳以上: 12.8% - 年齢の中央値: 39歳 - 性比（女性100人あたり男性の人口） - 総人口: 96.1 世帯と家族（対世帯数） - 18歳未満の子供がいる: 32.4% - 結婚・同居している夫婦: 49.4% - 未婚・離婚・死別女性が世帯主: 11.7% - 非家族世帯: 33.0% - 単身世帯: 26.0% - 65歳以上の老人1人暮らし: 8.8% - 平均構成人数 - 世帯: 2.43人 - 家族: 2.90人 |

### 2000年国勢調査
以下は2000年の国勢調査による人口統計データである。
| 基礎データ - 人口: 9,077 人 - 世帯数: 3,608 世帯 - 家族数: 2,485 家族 - 人口密度: 148.4人/km2（384.5 人/mi2） - 住居数: 3,789 軒 - 住居密度: 62.0軒/km2（160.5 軒/mi2） 人種別人口構成 - 白人: 97.41% - アフリカン・アメリカン: 0.65% - ネイティブ・アメリカン: 0.22% - アジア人: 0.39% - 太平洋諸島系: 0.10% - その他の人種: 0.31% - 混血: 0.93% - ヒスパニック・ラテン系: 0.74% | 年齢別人口構成 - 18歳未満: 26.5% - 18-24歳: 8.3% - 25-44歳: 31.7% - 45-64歳: 21.9% - 65歳以上: 11.6% - 年齢の中央値: 36歳 - 性比（女性100人あたり男性の人口） - 総人口: 96.2 - 18歳以上: 93.2 世帯と家族（対世帯数） - 18歳未満の子供がいる: 34.1% - 結婚・同居している夫婦: 53.3% - 未婚・離婚・死別女性が世帯主: 11.2% - 非家族世帯: 31.1% - 単身世帯: 24.4% - 65歳以上の老人1人暮らし: 9.1% - 平均構成人数 - 世帯: 2.51人 - 家族: 2.97人 | 収入と家計 - 収入の中央値 - 世帯: 38,115米ドル - 家族: 42,614米ドル - 性別 - 男性: 32,107米ドル - 女性: 21,099米ドル - 人口1人あたり収入: 17,263米ドル - 貧困線以下 - 対人口: 8.4% - 対家族数: 6.7% - 18歳未満: 10.6% - 65歳以上: 8.3% |

## 教育
リスボン教育部には、リスボン・コミュニティ学校、フィリップ・W・サッグ中学校、リスボン高校の3つの学校がある。
この教育部を纏めるのが教育監督官である。

## 著名な出身者
- スティーヴン・キング（1947年- ）、小説家、ポートランド市生まれ、リスボンフォールズ高校を卒業した。